# Nicolas Penneteau
Nicolas Penneteau, né le 28 février 1981 à Marseille en France, est un ancien footballeur français évoluant au poste de gardien de but.

## Biographie

### En club

#### SC Bastia (1997-2006)
Nicolas Penneteau est né à Marseille d'une mère corse. Il rejoint rapidement la Corse, du côté de Porto-Vecchio. C'est là qu'il est repéré par le SC Bastia. Il joue son premier match professionnel lors de la saison 1998-1999 et signe son premier contrat professionnel au début de l'année 2000.
Sélectionné dans toutes les équipes de France de jeunes, jusqu'en Espoirs, il est sélectionné pour participer à l'Euro des moins de 18 ans en 2000. Seul papa-marié de l'équipe, Penneteau est le capitaine du groupe bleu qui remporte la compétition. Robert Nouzaret l'impose dans les cages du Sporting en tant que numéro un en 2001. Le club est rétrogradé quatre saisons plus tard, en 2005, en terminant à la 19e place du championnat à deux points du premier non-relégable. 
Après la saison 2005-2006 durant laquelle il ne parvient pas à remonter en Ligue 1 avec le club corse, il est transféré à Valenciennes, tout juste promu en Ligue 1, pour une somme d'un peu plus d'un million d'euros.

#### Valenciennes FC (2006-2014)
Penneteau se blesse à son arrivée à Valenciennes et c'est Willy Grondin qui garde alors les cages. Dès son retour de blessure il devient titulaire et s'impose dans les buts hennuyers.
Au début de la saison 2008-2009, il est rejoint par Jean-Louis Leca, ex-coéquipier à Bastia et qui devient sa doublure dans le Nord. Très attachés à leur île, Penneteau et Leca participent de temps à autre à des rencontres de la Squadra Corsa.
En 2009-2010, le gardien corse connait un début de saison difficile. Expulsé lors de la première journée, il se blesse ensuite gravement à l'entraînement. Victime d'une rupture du ligament antérieur du genou droit, il est suppléé par Ndy Assembe et ne retrouve les terrains qu'en janvier 2010. Au cours de sa convalescence, il se noue d'amitié avec Mickaël Landreau qui s'est blessé en même temps. Quelques années plus tard, il n'hésite pas à prendre la défense du gardien du LOSC après que celui-ci a subi une cinglante défaite.
En novembre 2011, il prolonge son contrat dans le Hainaut jusqu'en juin 2016. Il s'inscrit alors durablement avec son club d'adoption.
Refusant de diminuer son salaire à la suite de la relégation du club en 2014, il est licencié par le VAFC. En mai 2021, le club sera condamné pour licenciement abusif et devra lui verser les salaires non-perçus.

#### Royal Charleroi Sporting Club (2014-2021)
À la suite de la relégation du VAFC à l'issue de la saison 2013-2014, le club rencontre de grave ennuis financiers. Durant l'intersaison, il est annoncé à Bastia où Claude Makelele voulait le transférer, mais il est barré par les dirigeants du club corse. Le 7 août, il signe finalement un contrat de deux ans avec le club belge du Sporting de Charleroi. Le 18 juillet 2015, il prolonge son contrat au Sporting pour deux saisons supplémentaires, plus une en option[réf. nécessaire]. Durant la saison 2015-2016, il dispute la Ligue Europa et garde les cages du club belge en alternance avec Parfait Mandanda. À 36 ans, sous les ordres de Felice Mazzu, il réalise encore des prestations convaincantes. 
En février 2018, le gardien se blesse au ménisque et laisse les cages à Parfait Mandanda. À l'aube de la saison 2018-2019, il voit arriver Rémy Riou comme nouveau concurrent à son poste puis reprend sa place de titulaire.  À la suite de la blessure du capitaine Javier Martos, Penneteau hérite du brassard.
Pour la saison 2019-2020, il signe un nouveau contrat d'un an assorti d'une option pour une saison supplémentaire.  Rémy Riou étant parti à Caen, il voit arriver comme nouveau concurrent à son poste le jeune Rémy Descamps (23 ans), en provenance du PSG. Le 19 juin 2020, après une saison perturbée par la pandémie de Covid-19, il prolonge son contrat d'une année supplémentaire.
Le 28 mai 2021, il annonce sur le site internet du club, via une lettre destinée à ce dernier, au staff et aux supporters, qu'il quitte le Sporting après sept saisons passées en terres carolos. 

#### Stade de Reims (2021-2023)
Il rejoint le Stade de Reims le 5 juillet 2021, où il paraphe un contrat de deux saisons.
Il occupera le poste de troisième gardien et aura surtout pour mission de pousser le numéro 2, Yehvann Diouf, à devenir le numéro 1.

### En sélection
Le 14 mai 1998, il honore sa première sélection avec la Corse à seulement 17 ans. La Squadra Corsa s'incline alors 1-0 face au Cameroun. Il compte actuellement 8 capes avec la sélection insulaire.
Membre important des sélections de jeunes, il remporte l'Euro 2000 des moins de 18 ans.
En janvier 2008, il est présélectionné en équipe de France A par Raymond Domenech.

## Statistiques
| Saison                | Club                    | Championnat           | Championnat | Championnat | Coupe nationale | Coupe nationale | Coupe de la Ligue | Coupe de la Ligue | Compétition(s) continentale(s) | Compétition(s) continentale(s) | Compétition(s) continentale(s) | Total | Total |
| Saison                | Club                    | Division              | M.          | B.          | M.              | B.              | M.                | B.                | Comp.                          | M.                             | B.                             | M.    | B.    |
| 1998-1999             | Sporting Club de Bastia | Division 1            | 1           | 0           | -               | -               | -                 | -                 | -                              | -                              | -                              | 1     | 0     |
| 1999-2000             | Sporting Club de Bastia | Division 1            | 3           | 0           | -               | -               | -                 | -                 | -                              | -                              | -                              | 3     | 0     |
| 2000-2001             | Sporting Club de Bastia | Division 1            | 1           | 0           | 3               | 0               | -                 | -                 | -                              | -                              | -                              | 4     | 0     |
| 2001-2002             | Sporting Club de Bastia | Division 1            | 31          | 0           | 1               | 0               | 2                 | 0                 | CI                             | 1                              | 0                              | 35    | 0     |
| 2002-2003             | Sporting Club de Bastia | Ligue 1               | 34          | 0           | 1               | 0               | 1                 | 0                 | -                              | -                              | -                              | 36    | 0     |
| 2003-2004             | Sporting Club de Bastia | Ligue 1               | 38          | 0           | 1               | 0               | 2                 | 0                 | -                              | -                              | -                              | 41    | 0     |
| 2004-2005             | Sporting Club de Bastia | Ligue 1               | 37          | 0           | 1               | 0               | 2                 | 0                 | -                              | -                              | -                              | 40    | 0     |
| 2005-2006             | Sporting Club de Bastia | Ligue 2               | 35          | 0           | 5               | 0               | 1                 | 0                 | -                              | -                              | -                              | 41    | 0     |
| Sous-total            | Sous-total              | Sous-total            | 180         | 0           | 12              | 0               | 8                 | 0                 | -                              | 1                              | 0                              | 201   | 0     |
| 2006-2007             | Valenciennes FC         | Ligue 1               | 31          | 0           | 3               | 0               | -                 | -                 | -                              | -                              | -                              | 34    | 0     |
| 2007-2008             | Valenciennes FC         | Ligue 1               | 37          | 0           | 1               | 0               | 3                 | 0                 | -                              | -                              | -                              | 41    | 0     |
| 2008-2009             | Valenciennes FC         | Ligue 1               | 37          | 0           | 1               | 0               | -                 | -                 | -                              | -                              | -                              | 38    | 0     |
| 2009-2010             | Valenciennes FC         | Ligue 1               | 19          | 0           | -               | -               | -                 | -                 | -                              | -                              | -                              | 19    | 0     |
| 2010-2011             | Valenciennes FC         | Ligue 1               | 38          | 0           | 1               | 0               | 3                 | 0                 | -                              | -                              | -                              | 42    | 0     |
| 2011-2012             | Valenciennes FC         | Ligue 1               | 38          | 0           | 4               | 0               | 1                 | 0                 | -                              | -                              | -                              | 43    | 0     |
| 2012-2013             | Valenciennes FC         | Ligue 1               | 38          | 0           | 1               | 0               | -                 | -                 | -                              | -                              | -                              | 39    | 0     |
| 2013-2014             | Valenciennes FC         | Ligue 1               | 28          | 0           | -               | -               | 1                 | 0                 | -                              | -                              | -                              | 29    | 0     |
| Sous-total            | Sous-total              | Sous-total            | 266         | 0           | 11              | 0               | 8                 | 0                 | -                              | -                              | -                              | 285   | 0     |
| 2014-2015             | Sporting Charleroi      | Jupiler Pro League    | 36          | 0           | 2               | 0               | -                 | -                 | -                              | -                              | -                              | 38    | 0     |
| 2015-2016             | Sporting Charleroi      | Jupiler Pro League    | 32          | 0           | 1               | 0               | -                 | -                 | C3                             | 4                              | 0                              | 37    | 0     |
| 2016-2017             | Sporting Charleroi      | Jupiler Pro League    | 38          | 0           | -               | -               | -                 | -                 | -                              | -                              | -                              | 38    | 0     |
| 2017-2018             | Sporting Charleroi      | Jupiler Pro League    | 33          | 0           | -               | -               | -                 | -                 | -                              | -                              | -                              | 33    | 0     |
| 2018-2019             | Sporting Charleroi      | Jupiler Pro League    | 24          | 0           | 1               | -               | -                 | -                 | C3                             | 5                              | 0                              | 30    | 0     |
| 2019-2020             | Sporting Charleroi      | Jupiler Pro League    | 20          | 0           | 0               | 0               | -                 | -                 | -                              | -                              | -                              | 20    | 0     |
| 2020-2021             | Sporting Charleroi      | Jupiler Pro League    | 29          | 0           | 3               | 0               | -                 | -                 | C3                             | 2                              | 0                              | 34    | 0     |
| Sous-total            | Sous-total              | Sous-total            | 212         | 0           | 7               | 0               | -                 | -                 | -                              | 11                             | 0                              | 230   | 0     |
| 2021-2022             | Stade de Reims          | Ligue 1               | -           | -           | -               | -               | -                 | -                 | -                              | -                              | -                              | 0     | 0     |
| 2022-2023             | Stade de Reims          | Ligue 1               | -           | -           | -               | -               | -                 | -                 | -                              | -                              | -                              | 0     | 0     |
| Total sur la carrière | Total sur la carrière   | Total sur la carrière | 658         | 0           | 30              | 0               | 16                | 0                 | -                              | 12                             | 0                              | 716   | 0     |

## Palmarès

### En club
Il est finaliste de la Coupe de France en 2001-2002 avec le SC Bastia.

### Équipe nationale
Il remporte le Championnat d'Europe des moins de 19 ans en 2000 avec l'équipe de France.
En mai 2010 il remporte la Corsica Football Cup avec la Corse.